# Crotalus cerastes
Crotalus cerastes este o specie de șerpi din genul Crotalus, familia Viperidae, descrisă de Hallowell 1854. A fost clasificată de IUCN ca specie cu risc scăzut.

## Subspecii
Această specie cuprinde următoarele subspecii:
- C. c. cerastes
- C. c. cercobombus
- C. c. laterorepens